# Liste der denkmalgeschützten Objekte in Naarn im Machlande
Die Liste der denkmalgeschützten Objekte in Naarn im Machlande enthält die 10 denkmalgeschützten, unbeweglichen Objekte in Naarn im Machlande.
Bei der Verfassung der Beschreibungen der einzelnen Objekte wurden im Wesentlichen die Informationen der Homepage der Marktgemeinde Naarn verwendet.

## Denkmäler
| Foto |                 | Denkmal                                                                                             | Standort                                        | Beschreibung | Metadaten |
| ---- | --------------- | --------------------------------------------------------------------------------------------------- | ----------------------------------------------- | --- | --- |
| ja   | Datei hochladen | Heimatmuseum, Bürgerhaus HERIS-ID: 19342 Objekt-ID: 15640                                           | Oberwagram 6 Standort KG: Au                    | An der Außenseite des Gebäudes in der Ortschaft Oberwagram in der Katastralgemeinde Au ist ein Schiffzug-Fresko aus dem Jahre 1797 angebracht. Der damalige Besitzer des Gebäudes, ein Schiffsknecht, hat das Motiv von einem nicht mehr bekannten Künstler anbringen lassen. Es zeigt einen Schiffzug mit acht Pferden und drei Schiffen mit Schiffreitern, Auflegern und Schiffleuten. | BDA-Hist.: Q37847294 Status: Bescheid Stand der BDA-Liste: 2025-06-30 Name: Heimatmuseum, Bürgerhaus GstNr.: 3197 Schiffzug |
| ja   | Datei hochladen | Drei temporäre Militärlager der frühen römischen Kaiserzeit in Obersebern HERIS-ID: 113569seit 2022 | bei Schwemmgasse 26 Standort KG: Au             | Anmerkung: Koordinaten an einer Grundstücksgrenze | BDA-Hist.: Q112959223 Status: Bescheid Stand der BDA-Liste: 2025-06-30 Name: Drei Temporäre Militärlager der frühen römischen Kaiserzeit in Obersebern GstNr.: 582/1, 688, 702/1, 703/3, 699/2, 722/2, 647, 690, 695/2, 698, 722/1                           |
| ja   | Datei hochladen | Kapelle Hl. Nikolaus HERIS-ID: 19354 Objekt-ID: 15652                                               | Au an der Donau Standort KG: Au                 | Die Kapelle in Au an der Donau ist dem Patron der Schiffsleute, dem heiligen Nikolaus geweiht. Die 1900 von Privatpersonen errichtete und 1935 von der Pfarre erworbene Kapelle wurde zuletzt 1971 und 1997 renoviert und enthält Statuen sowie einen Kreuzweg aus der Erbauungszeit im neugotischen Stil. | BDA-Hist.: Q1434789 Status: § 2a Stand der BDA-Liste: 2025-06-30 Name: Kapelle Hl. Nikolaus GstNr.: .190 Flößerkapelle (Au an der Donau) |
| ja   | Datei hochladen | Bildstock HERIS-ID: 19353 Objekt-ID: 15651                                                          | gegenüber Baumgarten 24 Standort KG: Baumgarten | Der Bildstock befindet sich an einer Straßenkreuzung im Ortsteil Baumgarten. | BDA-Hist.: Q37847336 Status: § 2a Stand der BDA-Liste: 2025-06-30 Name: Bildstock GstNr.: 2102/2 |
| ja   | Datei hochladen | Hügelgräberfeld Starzinger Holz HERIS-ID: 112437 Objekt-ID: 130624seit 2015                         | Standort KG: Baumgarten                         | → Hauptartikel : Hügelgräberfeld Starzinger Holz f1 | BDA-Hist.: Q37830811 Status: Bescheid Stand der BDA-Liste: 2025-06-30 Name: Hügelgräberfeld Starzinger Holz GstNr.: 2398, 1867, 1875, 2391, 1872, 2397, 1871, 1874, 1843, 1869, 1878, 1865, 1879, 1873, 1876, 2396, 1868, 1881, 1870, 1877, 1936, 1938, 1864 |
| ja   | Datei hochladen | Kath. Pfarrkirche Hl. Michael HERIS-ID: 19340 Objekt-ID: 15638                                      | bei Kirchenweg 1 Standort KG: Naarn             | Die Michaelskirche in Naarn gehört zu den ältesten des Mühlviertels. Sie wurde anstelle eines älteren Kirchenbaus 1070 im romanischen Stil errichtet. Im Mauerwerk aus behauenen Granitquadern sind die vermauerten romanischen Fenster und Rundbogen-Türen erkennbar. Die Strebepfeiler an der Außenseite der Kirche stammen vom gotischen Umbau in der Mitte des 15. Jahrhunderts, bei dem auch der Turm errichtet wurde. Nach einem Blitzschlag im Jahr 1857 erhielt der Oberteil des Turms mit dem spitzen Helm sein heutiges Aussehen. Die älteste Glocke wurde in Budweis 1541 gegossen. Die Kirche wurde zuletzt 1971 und 1990/91 gründlich renoviert. 1999 erhielt die Kirche eine neue Orgel vom Orgelbauer Verschueren aus Holland. | BDA-Hist.: Q1403723 Status: § 2a Stand der BDA-Liste: 2025-06-30 Name: Kath. Pfarrkirche Hl. Michael GstNr.: .25 Parish church in Naarn |
| ja   | Datei hochladen | Aufbahrungshalle, Karner HERIS-ID: 19343 Objekt-ID: 15641                                           | bei Kirchenweg 1 Standort KG: Naarn             | Um 1500 südlich der Kirche erbaut. Rechteckiger, zweigeschoßiger Bau mit einer ehemaligen Kapelle im Obergeschoß. Ehemaliges Beinhaus mit Tonnengewölbe im Untergeschoß. | BDA-Hist.: Q37847309 Status: § 2a Stand der BDA-Liste: 2025-06-30 Name: Aufbahrungshalle, Karner GstNr.: .26 |
| ja   | Datei hochladen | Wallfahrtskirche, Kath. Filialkirche Mariae Krönung HERIS-ID: 19341 Objekt-ID: 15639                | Laab Standort KG: Naarn                         | Auf Grund gotischer Mauerreste wird auf eine Entstehung der Kirche Ende des 15. Jahrhunderts geschlossen. Von damals stammt auch das Gnadenbild, die Skulptur „Maria Krönung“ am Hochaltar, die aus einer Nachfolgewerkstatt von Kefermarkt stammt. Sie war bis zum Erlass des Wallfahrtsverbots durch Kaiser Joseph II. ein bedeutender Wallfahrtsort. Der Pilgerweg von Böhmen nach Maria Zell führte über Laab und die Pilger fanden in der Ortschaft Platz für Einkehr und Nächtigung. Die Kirche wurde 1980/81 vollständig renoviert und dient als Hochzeitskirche. | BDA-Hist.: Q1403547 Status: § 2a Stand der BDA-Liste: 2025-06-30 Name: Wallfahrtskirche, Kath. Filialkirche Mariae Krönung GstNr.: .78 Wallfahrtskirche Maria Laab                                                                                           |
| ja   | Datei hochladen | Gemeindeamtsgebäude HERIS-ID: 19349 Objekt-ID: 15647                                                | Perger Straße 2 Standort KG: Naarn              | 1948/49 im historisierenden Stil erbaut | BDA-Hist.: Q37847323 Status: Bescheid Stand der BDA-Liste: 2025-06-30 Name: Gemeindeamtsgebäude GstNr.: .187 |
| ja   | Datei hochladen | Hausberg „Harter Schlössel“ HERIS-ID: 41037 Objekt-ID: 41401                                        | Flur Schmidfeld Standort KG: Naarn              | Der zur Zeit der Ungarneinfälle im 10. Jahrhundert erbaute Herrensitz wurde im 18. Jahrhundert wegen Baufälligkeit völlig abgetragen. Als einzige Hinweis auf das ehemalige Aussehen dient ein Vischer-Stich aus dem Jahr 1674. | BDA-Hist.: Q1569273 Status: Bescheid Stand der BDA-Liste: 2025-06-30 Name: Hausberg „Harter Schlössel“ GstNr.: .121, 1635, 1634/1, 1969/2, 1634/3 Harter Schlössel                                                                                           |